# Serixia truncatipennis
Serixia truncatipennis är en skalbaggsart som beskrevs av Stefan von Breuning 1950. Serixia truncatipennis ingår i släktet Serixia och familjen långhorningar.
Artens utbredningsområde är Laos. Inga underarter finns listade i Catalogue of Life.